# E (chirilic)
E sau E Oborotnoye (E inversat) (Э, э) este o literă întâlnită în unele alfabete chirilice, de obicei reprezentând un E curat (neiotifiat). În chirilicul moldovenesc, care a fost folosit în timpul erei sovietice din Republica Moldova și încă folosit în Transnistria, această literă reprezintă sunetul /ə/ (litera ă la români).